# Heliconius amor
Heliconius amor är en fjärilsart som beskrevs av Otto Staudinger och George Schatz 1885/88. Heliconius amor ingår i släktet Heliconius och familjen praktfjärilar. Inga underarter finns listade i Catalogue of Life.